# Adler (gőzmozdony)
Az Adler (Sas) volt Németország első gőzmozdonya. Angliából importálták. Nürnberg és Fürth között közlekedett, Németország első vasútvonalán.
Egy életnagyságú replika ki van állítva a Nürnbergi vasúti múzeumban.

## Érdekességek
A Ferrero és a Deutsche Bahn 2013-ban közösen kiadott egy limitált Kinder tojás sorozatot öt jelentős német vasúti járművel. Az öt jármű közül az egyik az Adler volt.

## Képgaléria

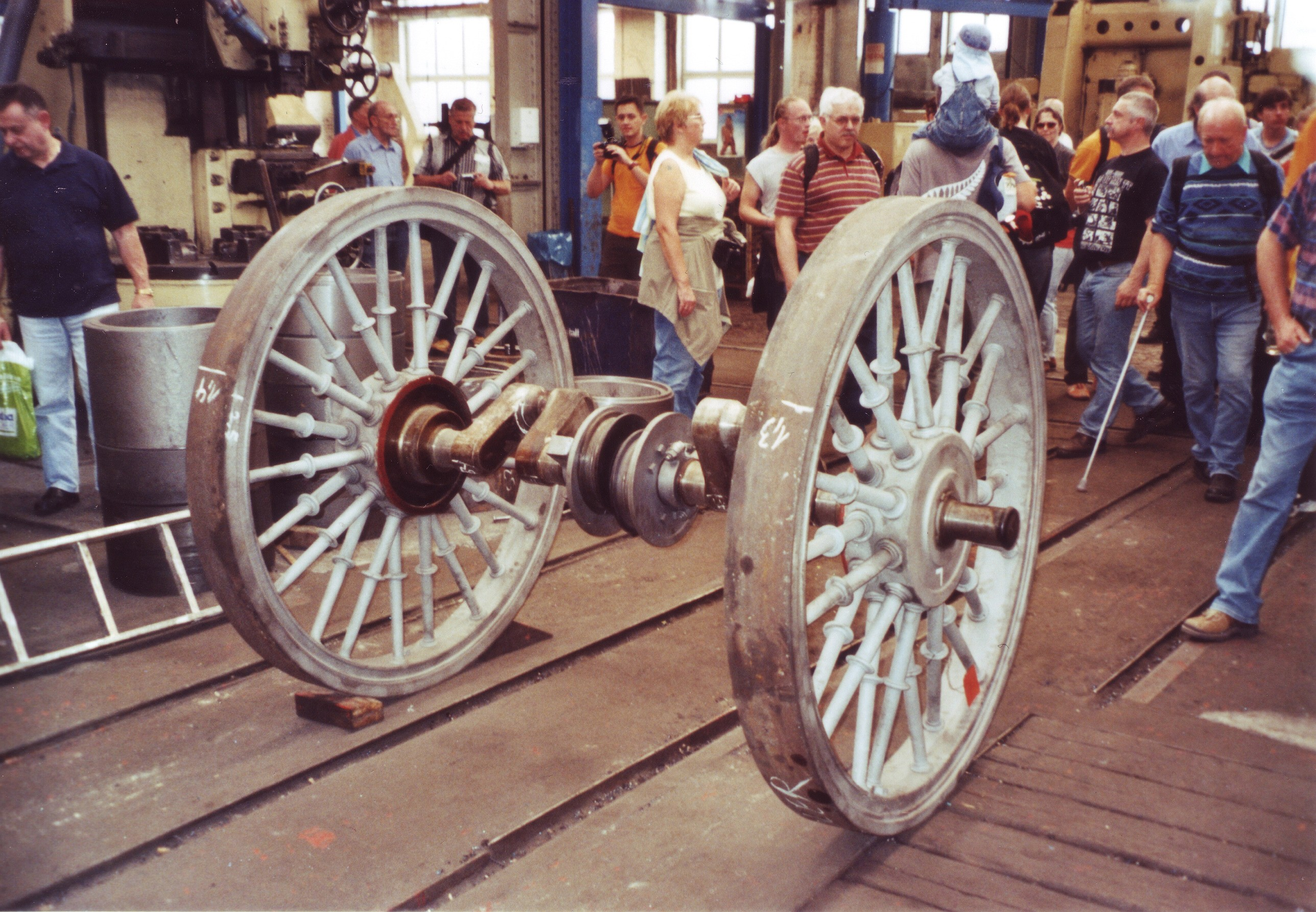
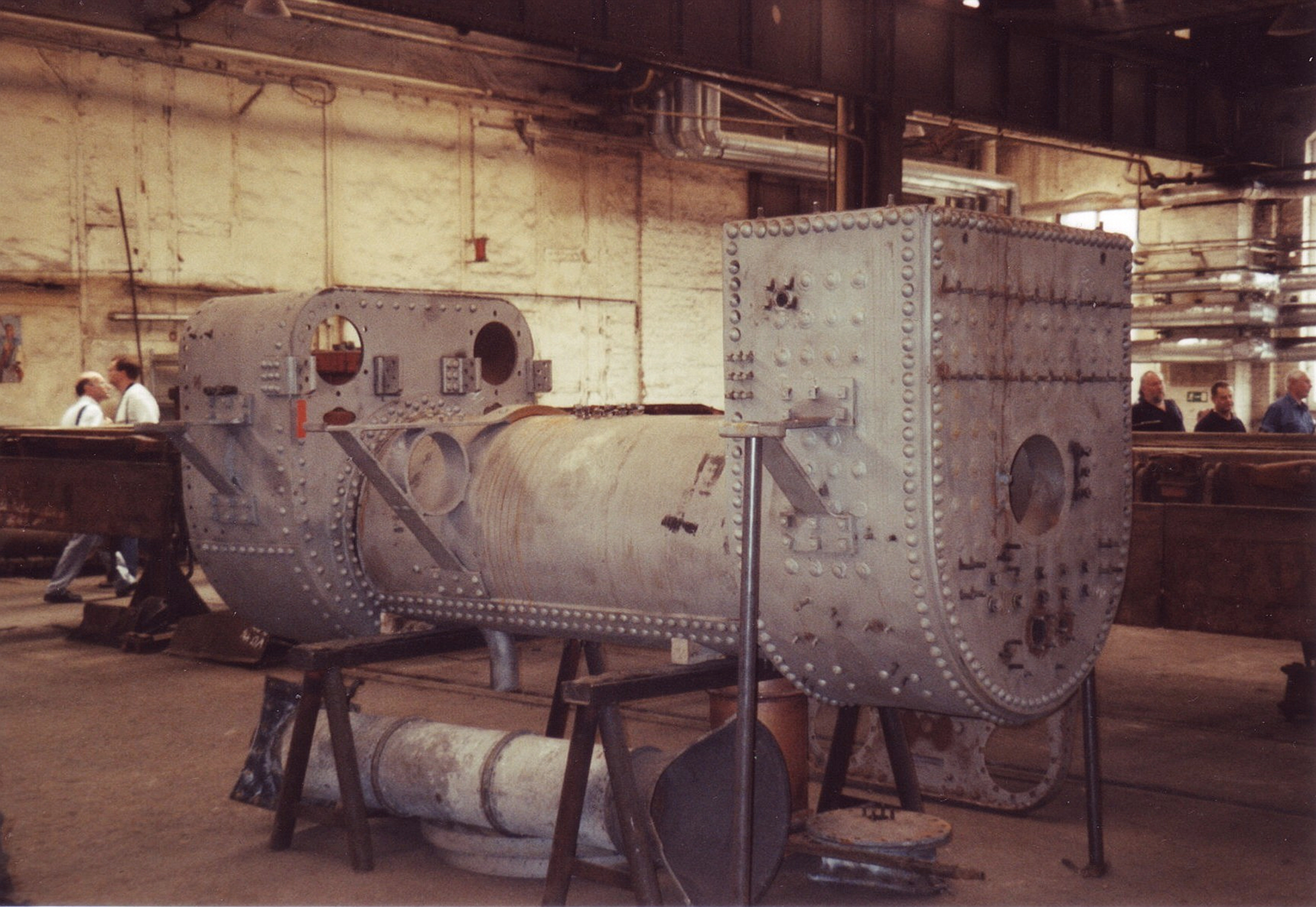
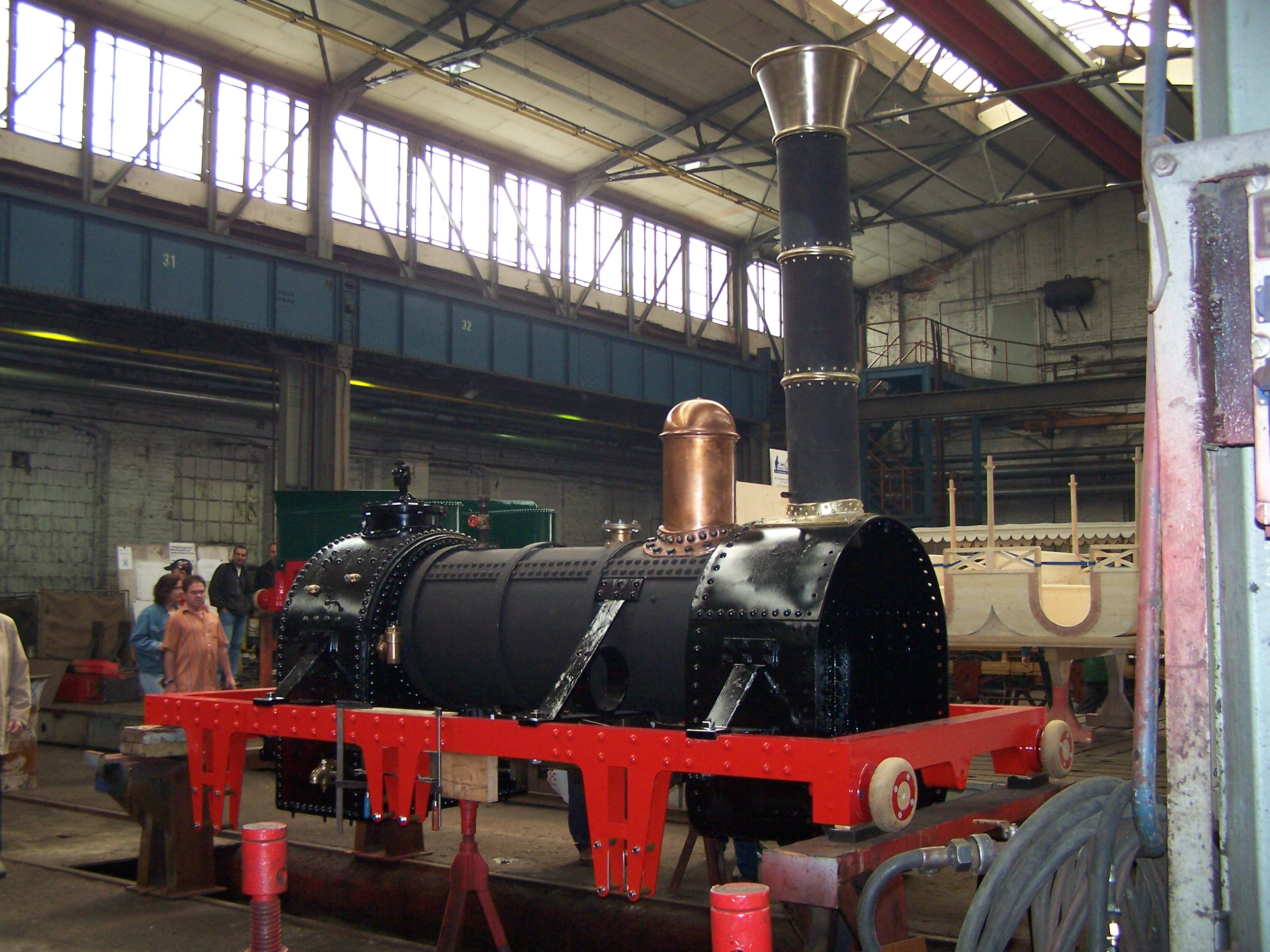
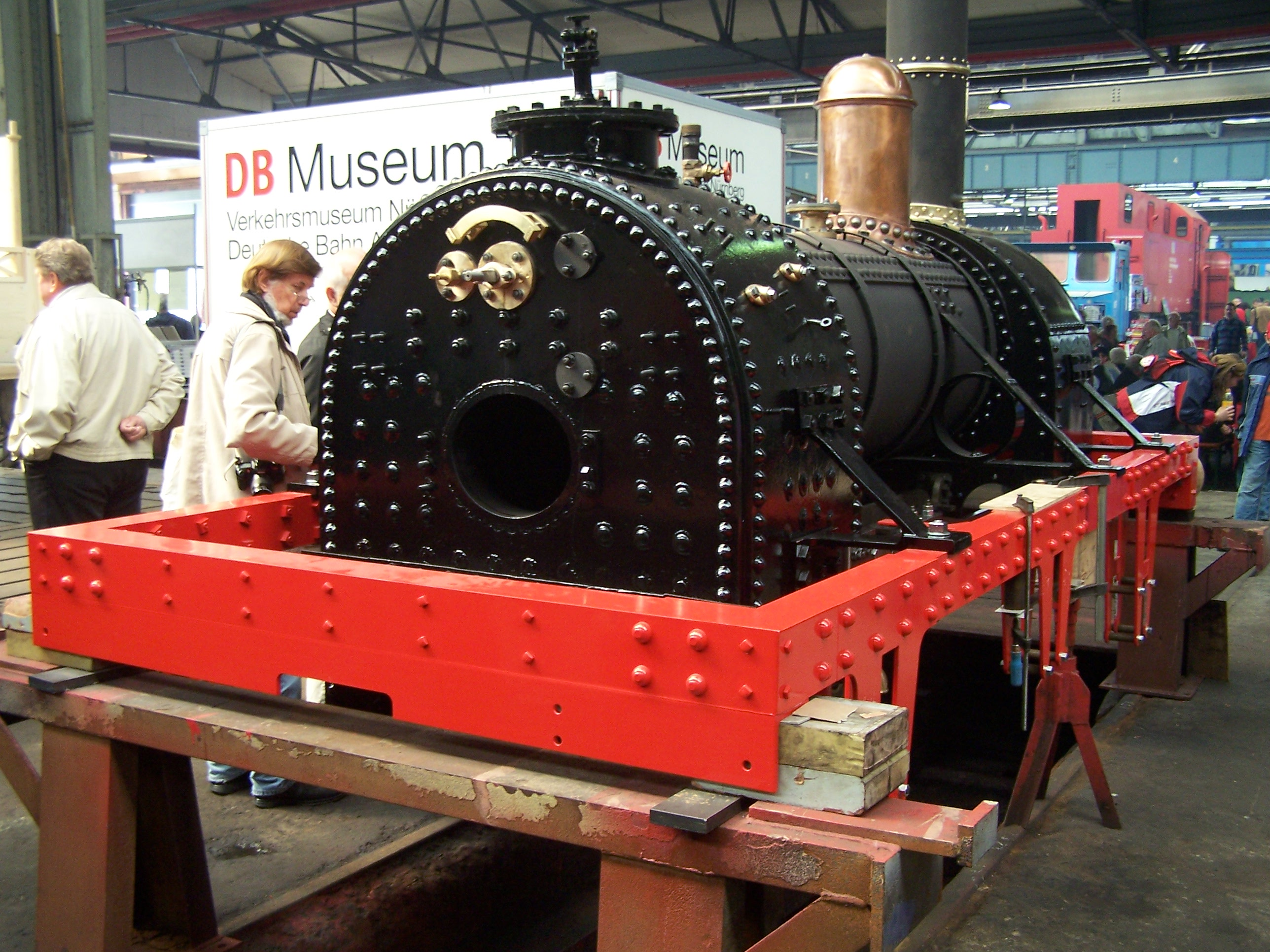